# Stefano Recine
Stefano Recine (San Candido, 18 aprile 1957) è un dirigente sportivo ed ex pallavolista italiano, di ruolo schiacciatore.

## Biografia
Ha un figlio, Francesco, avuto dalla collega Beatrice Bigiarini, il quale ha seguito le orme dei genitori divenendo a sua volta un pallavolista.

## Carriera

### Giocatore

#### Club

Recine (al centro, secondo da sinistra) alla Panini nel 1983

È stato tra i maggiori giocatori del volley italiano negli anni 70 e 80 del XX secolo, avendo militato per ben diciassette anni consecutivi in Serie A1, conquistando una Coppa CEV, una Coppa delle Coppe, una Coppa dei Campioni e un campionato mondiale per club.
Ha legato il suo nome al Casadio Ravenna con cui ha esordito in Serie A1, emergendo poi ad alti livelli nelle prime cinque stagioni della sua carriera.
Dopo quattro anni nella Panini di Modena, nel campionato 1984-85 passa alla rivale Parma per poi aprire dalla stagione seguente la sua lunga parentesi con la Zinella Bologna. Nel capoluogo emiliano milita per cinque campionati consecutivi, prima di venire chiamato dall'ambizioso Gonzaga Milano all'epoca parte della Polisportiva Mediolanum di Silvio Berlusconi.
Milita in Lombardia per due stagioni, prima di ritirarsi dall'attività agonistica e contestualmente intraprendere la carriera dirigenziale divenendo direttore sportivo del club milanese.

#### Nazionale
Durante la militanza a Ravenna ottiene la prima convocazione in nazionale, esordendo il 5 settembre 1976 in un quandrangolare a Turku con Bulgaria, Finlandia e Francia, precisamente nella sconfitta 3-1 contro i bulgari. In maglia azzurra vanta la vittoria di una World League.

### Dirigente

Recine (al centro, terzo da destra) direttore sportivo del Gonzaga Milano nel 1993

Dietro la scrivania, tra il 1992 e il 1994 ha tempo di portare il Gonzaga Milano alle vittorie nel mondiale per club e nella Coppa delle Coppe, prima dello scioglimento della polisportiva milanese.
A cavallo degli anni 90 e 2000 lavora quindi come diesse per varie società pallavolistiche italiane: nel triennio 1994-97 è di nuovo a Ravenna, stavolta sponda Porto, esperienza chiusa con la conquista della Coppa CEV; tra il 1997 e il 2000 approda dapprima alla 4 Torri Ferrara e poi, tramite cessione del titolo sportivo, al Palermo dove nel 1999 vince un'altra Coppa CEV; nel biennio seguente torna a Modena dove contribuisce alla costruzione della rosa campione d'Italia 2001-02.
Nel 2003 inizia il lungo legame con la marchigiana Lube, club in cui rimane per i successivi tredici anni raccogliendo numerosi successi, tra cui 3 scudetti, 2 Coppe Italia e 4 Supercoppe italiane in campo nazionale, e 3 Coppe CEV/Challenge Cup in ambito internazionale.
Dopo avere curato per la Sir Safety Perugia l'organizzazione della final four di Champions League 2016-17 a Roma, dalla stagione seguente diviene direttore tecnico della società umbra che, sotto il suo mandato, nel successivo quinquennio mette in bacheca i primi trofei della sua storia: uno scudetto, 3 Coppe Italia e 3 Supercoppe italiane.
Lascia il club perugino nel maggio 2022 per entrare nell'organigramma della nazionale femminile italiana.

## Palmarès

### Club
- Coppa CEV: 1

Panini: 1983-84
- Coppa dei Campioni: 1

Parma: 1984-85
- Coppa delle Coppe: 1

Zinella Bologna: 1986-87
- Campionato mondiale per club: 1

Gonzaga Milano: 1990